# Częstość (matematyka)
Częstość (inaczej częstość cząstkowa, prawdopodobieństwo a posteriori, frakcja) – stosunek liczby obserwacji mających pewną właściwość do liczebności całej próby statystycznej.
Przykład: Rzucamy 100 razy monetą, otrzymujemy następujące wyniki: orzeł wypadł 48 razy, reszka 52 razy. Częstość wypadnięcia orła wynosi 48/100 = 0,48, natomiast częstość wypadnięcia reszki 52/100 = 0,52.
Frakcje są szczególnie często stosowane przy zmiennych nominalnych i porządkowych, gdzie oblicza się częstości poszczególnych wartości danej zmiennej. 
Częstość jest liczbą otrzymaną z doświadczenia (czyli a posteriori) w odróżnieniu od prawdopodobieństwa, które obliczamy niezależnie od wyników doświadczenia (czyli a priori).
Zgodnie z prawem wielkich liczb, przy rosnącej liczbie prób, częstość będzie dążyć do teoretycznego prawdopodobieństwa.